# 人見八重子
人見 八重子（ひとみ やえこ、本名：不明、1900年（明治33年）2月15日 - 1981年（昭和56年）4月12日）は、元宝塚少女歌劇団所属の宝塚歌劇団卒業生。大阪府出身。1913年11月 - 1930年在団。宝塚歌劇団2期生で、初期のスターの一人。同期生に篠原淺茅、瀧川末子、吉野雪子がいる。

芸名は小倉百人一首の第47番：恵慶法師の
から命名された。

## 宝塚少女歌劇団時代の主な舞台
- 1915年3月21日 - 5月23日、『雛祭』（宝塚歌劇場(パラダイス劇場)）
- 1916年7月29日 - 8月31日、『ヴエニスの夕』（宝塚歌劇場(パラダイス劇場)）
- 1916年10月20日 - 11月30日、『ダマスクスの三人娘』『中將姫』（宝塚歌劇場(パラダイス劇場)）
- 1918年7月20日 - 8月31日、『クレオパトラ』（宝塚歌劇場(パラダイス劇場)）
- 1918年10月20日 - 11月30日、『鼎法師』（宝塚歌劇場(パラダイス劇場)）
- 1919年3月20日 - 5月20日、『文殊と獅子』（宝塚新歌劇場(公會堂劇場)）
- 1919年7月20日 - 8月31日、『膝栗毛』（宝塚新歌劇場(公會堂劇場)）
- 1919年10月20日 - 11月30日、『燈籠嶋』『女醫者』（宝塚新歌劇場(公會堂劇場)）
- 1920年1月1日 - 1月20日、『文福茶釜』（宝塚新歌劇場(公會堂劇場)）
- 1920年3月20日 - 5月20日、『金平めがね』（宝塚新歌劇場(公會堂劇場)）
- 1920年10月20日 - 11月30日、『灰酒』（宝塚新歌劇場(公會堂劇場)）
- 1921年3月20日 - 5月20日、『春から秋へ』（宝塚新歌劇場(公會堂劇場)）
- 1921年7月20日 - 8月31日、『番太鼓』（パラダイス劇場）
- 1922年2月1日 - 2月25日、『榎の僧正』（花組）（宝塚新歌劇場(公會堂劇場)）
- 1922年5月1日 - 5月31日、『出世怪童』『噂』（花組）（宝塚新歌劇場(公會堂劇場)）
- 1922年11月1日 - 12月1日、『燈籠大臣』（花組）（宝塚新歌劇場(公會堂劇場)）
- 1923年1月1日 - 1月20日、『室咲』（花組）（宝塚新歌劇場(公會堂劇場)）
- 1923年4月11日 - 5月10日、『貞任の妻』（花組）（宝塚新歌劇場(中劇場)）
- 1923年7月10日 - 8月19日、『川霧』『検察官』（花組）（宝塚新歌劇場(中劇場)）
- 1923年9月25日 - 10月24日、『松浦鏡』（花組）（宝塚新歌劇場(中劇場)）
- 1924年1月1日 - 1月31日、『笛が鳴る』（花組）（宝塚新歌劇場(中劇場)）
- 1924年5月1日 - 5月21日、『昔囃帝釋天』『王者の劍』『諧謔』（花組）（宝塚新歌劇場(中劇場)）
- 1924年11月1日 - 11月30日、『鼎法師』『眼』（花組）（宝塚大劇場）
- 1925年2月1日 - 2月28日、『貴妃醉酒』『春から秋へ』『鐘曳』（花組）（中劇場）
- 1925年6月1日 - 6月30日、『出陣』『シネマスター』（花組）（宝塚大劇場）
- 1925年9月1日 - 9月30日、『サンドミンゴの哀話』『白張の局』（花組）（宝塚大劇場）
- 1925年12月1日 - 12月28日、『二人袴』（花組）（宝塚大劇場）
- 1926年3月1日 - 3月31日、『幻』『への〱も平』『煙草から』（花組）（宝塚大劇場）
- 1926年5月1日 - 5月31日、『起居舞』『三人片輪』『某の夜の定家』（花組）（宝塚大劇場）
- 1926年9月1日 - 9月30日、『鞍馬山』『雨月物語』（花組）（宝塚大劇場）
- 1926年12月1日 - 12月19日、『石の裁判』『これは不思議』『どちらが夢だ』（花組）（中劇場）
- 1927年3月1日 - 3月31日、『篁詫状文』『慈光』『曾我兄弟』（花組）（宝塚大劇場）
- 1927年6月1日 - 6月30日、『身替新田』『經正』『落窪姫』（花組）（宝塚大劇場）
- 1927年9月1日 - 9月30日、『酒の行兼』（花組）（宝塚大劇場）
- 1927年12月1日 - 12月28日、『夜討』『丑満時』『江戸の名所』（花組）（中劇場）
- 1928年2月1日 - 2月29日、『嫁違ひ』『熊坂長範物見松』（花組）（宝塚大劇場）
- 1928年5月1日 - 5月31日、『五月幟』『春のをどり』（花組）（宝塚大劇場）
- 1928年8月1日 - 8月31日、『腕白物語』『秋田おばこ』『潮來出島』『裏の背戶屋』『かつぽれ』『ハレムの宮殿』（花組）（宝塚大劇場）
- 1928年11月1日 - 11月30日、『連獅子』『ユーヂツト』『北極探險』（花組）（宝塚大劇場）
- 1929年1月1日 - 1月31日、『田舎と都會』『耳無釜』『壽式三番』『紐育行進曲』（花組）（宝塚大劇場）
- 1929年4月1日 - 4月31日、『春のをどり』（花組）（宝塚大劇場）
- 1929年7月1日 - 7月31日、『伏見巷談』『加茂詣』（花組）（宝塚大劇場）
- 1929年10月1日 - 10月31日、『南蠻寺記』（花組）（宝塚大劇場）
- 1929年10月1日 - 10月15日、『シンデレラ』（花組）（宝塚大劇場）
- 1930年1月1日 - 1月31日、『勸進帳』『ブロードウェイ』（花組）（宝塚大劇場）
- 1930年4月1日 - 4月30日、『悟空は强い』『瓜盜人』『春のをどり』（花組）（宝塚大劇場）
- 1930年7月1日 - 7月31日、『傳家の寶劍』『貴妃醉酒』『井筒姫』（花組）（宝塚大劇場）
- 1930年10月1日 - 10月31日、『更生浦島』（花組）（宝塚大劇場）